# Georges Nagelmackers
Pour les articles homonymes, voir Nagelmackers.
Georges Nagelmackers, né le 25 juin 1845 à Liège et mort le 10 juillet 1905 à Villepreux, est un ingénieur civil et industriel belge, fondateur de la Compagnie des wagons-lits et de la Compagnie internationale des Grands Hôtels.
Il est le créateur des grands trains de luxe européens et notamment du premier Orient-Express.

## Biographie
Georges Nagelmackers est né le 25 juin 1845 à Liège dans une riche famille, son père est un banquier héritier de la banque Nagelmackers, plus ancienne banque belge fondée par son grand-père Gérard Nagelmackers. Il fait des études pour devenir ingénieur civil. Ayant provoqué un scandale familial en désirant se marier avec une cousine, il est envoyé par son père en 1867 aux États-Unis via un paquebot pour New York,.
Ce voyage est le point de départ de sa carrière d'industriel. Durant la traversée, il rencontre Samuel Cunard, fondateur de la Cunard Line, et échange avec lui sur les caractéristiques de l'accueil et du service aux clients sur les paquebots transatlantiques. Puis il sillonne le territoire américain en touriste durant de nombreux mois, s'intéressant aux trains de nuit mis en service par George Pullman, de la Pullman Company, mais aussi aux doléances des clients et notamment des femmes qui leur reprochent un manque d'intimité. Il prend des notes et réalise des croquis persuadé qu'il y a là une base pour améliorer le confort du transport ferroviaire pour les riches clients du vieux continent,.
De retour en Europe il rentre en Belgique, et précisément à Liège où on lui confie la direction des hauts fourneaux. Ces entreprises appartenant à sa famille sont : les mines et hauts-fourneaux de Vesdre, les Hauts-fourneaux du Luxembourg et les Houillères réunies de Cheratte. Néanmoins il passe du temps à ce qu'il pressent comme étant l'affaire de sa vie c'est-à-dire à travailler sur son projet d'amélioration du confort en chemin de fer. Il écrit une brochure de trente-deux pages Projet d'installation de wagons-lits sur les chemins de fer du continent qu'il publie, sous compte d'auteur, le 20 avril 1870. Y apparait pour la première fois le terme « wagons-lits ». Publiée en langues française, flamande et allemande, elle ne produit pas d'effet car dès le mois de juillet débute la guerre franco-allemande,.

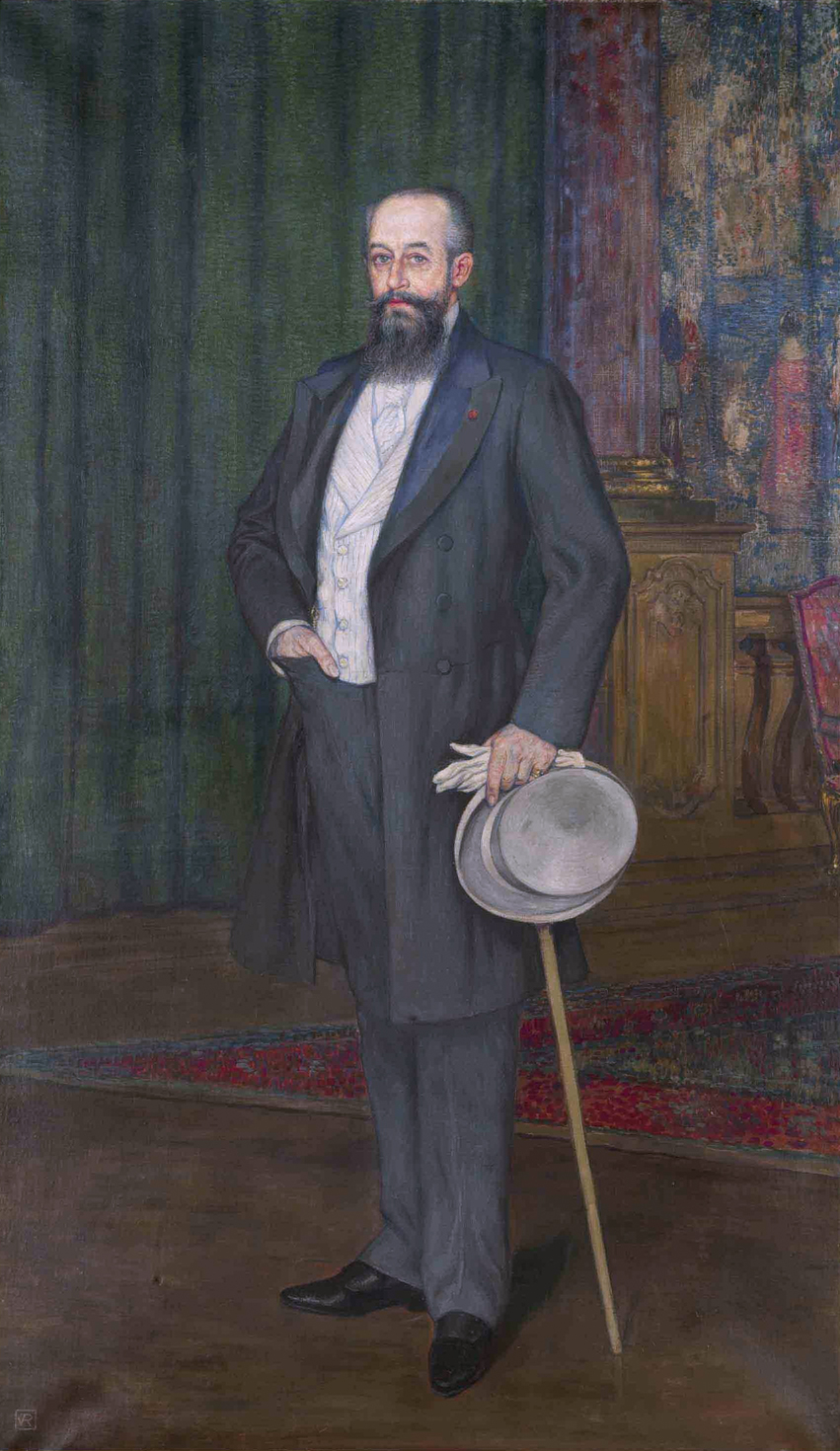
Portrait par Théo Van Rysselberghe.

Cette publication provoque l'hostilité de sa famille qui lui retire ses moyens financiers. Il ne se décourage pas et cherche à résoudre les problèmes posés par la diversité des normes en vigueur dans les compagnies et les pays. Il doit créer des voitures adaptables pour être accrochées à des trains qui passent les frontières. Avec le soutien de Léopold II il obtient l'autorisation de faire circuler, sur la relation Paris - Vienne un premier wagon-lit dont il a payé et dirigé la fabrication. Le premier essai réalisé en novembre 1872 est un succès. Cela lui permet de créer une première compagnie qui comprend cinq voitures, à deux essieux, qui vont être attachées aux trains sur les relations Ostende - Cologne et Ostende - Berlin. Le 19 février 1873 il signe une nouvelle convention pour la relation Paris - Berlin, c'est un succès qui apporte des engagements d'autres compagnies. Pour satisfaire la demande il fait construire les voitures en Autriche-Hongrie qui possède des ateliers performants en technique ferroviaire. Mais les recettes ne sont pas suffisantes pour permettre le financement de ses investissements et les banquiers le lâchent.

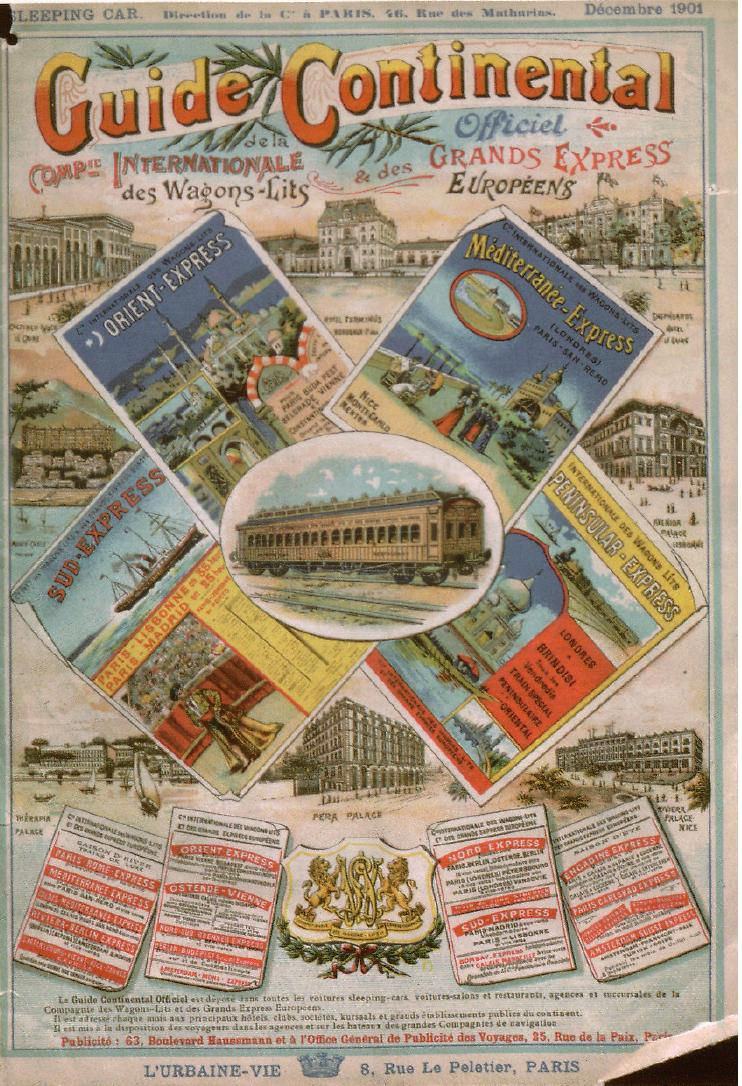
Guide de la Compagnie.

Pour poursuivre son développement il a un besoin vital d'argent. Il se rend sur la place financière de Londres où il rencontre notamment le colonel américain William d'Alton Mann. Ce personnage haut en couleur, qui a fait fortune avec le brevet d'un sac à dos pour fantassin, a déposé un brevet pour une « voiture-lits » différente du principe Pullman. Son projet qui ne rencontre pas d'assentiments dans son pays apparait intéressant au jeune Belge. Avec quelques aménagements, il pourra satisfaire la clientèle européenne. Ils s'associent pour créer, le 4 janvier 1873, la Mann's Sleeping Carriage Company et inventent la voiture avec des compartiments avec des portes ouvrant sur un couloir latéral qui permet au voyageur d'aller aux toilettes situées en bout de voiture. Aidé par les qualités de commerçant de William Mann, qui réussit notamment à convaincre le prince de Galles à utiliser une de ces voitures pour rejoindre Saint-Pétersbourg et assister au mariage de son frère, la compagnie engrange les contrats. Fin 1876, le parc comprend cinquante-trois voitures, avec l'inscription Mann Boudoir Sleeping Car, qui circulent sur les réseaux de vingt-trois compagnies.
Le 4 décembre 1876, les deux associés fondent, en Belgique, la Compagnie internationale des wagons-lits et des grands express européens.
En 1877, il déménage pour aller habiter en France, à Villepreux près de Versailles, dans une propriété où il a fait construire un château. En 1883, son associé William Mann quitte l'Europe et revend ses actions au roi Léopold II. Georges Nagelmackers poursuit le développement de la compagnie en créant notamment les trains de luxe, dont le plus connu est l'Orient-Express.
Persuadé que ces clients ont besoin d'avoir des hôtels à la hauteur de leurs attentes lorsqu'ils arrivent à destination, il crée en 1890 la Compagnie internationale des Grands Hôtels, qui va notamment construire le Pera Palas en 1892 à Constantinople.

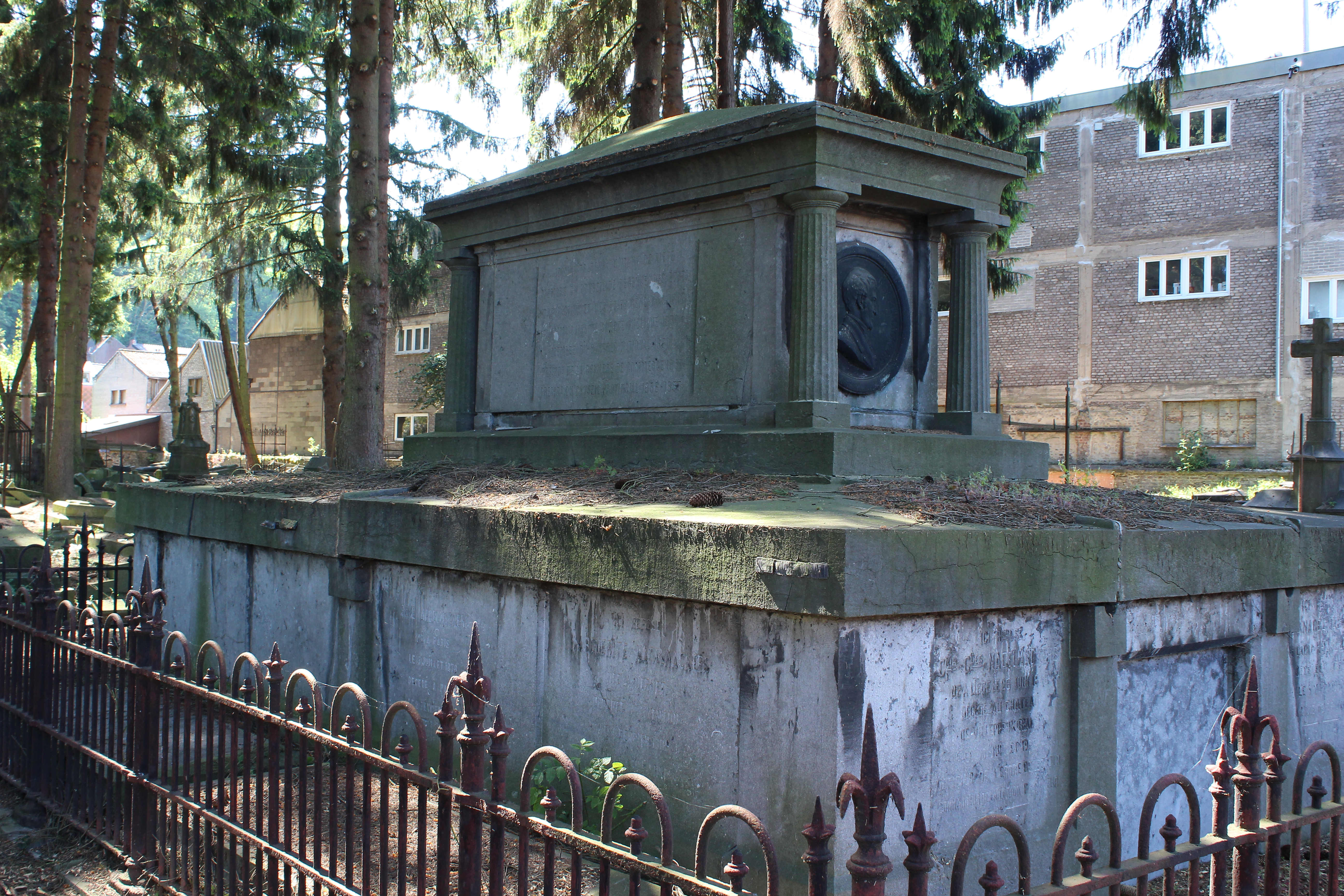
La sépulture de la famille Nagelmackers au cimetière de La Diguette, à Angleur, Belgique.

Il meurt à Villepreux le 10 juillet 1905, la célébration de ses obsèques a lieu dans cette même ville. Ensuite son corps est transporté pour être inhumé au cimetière de la Diguette à Angleur en Belgique.

### Ouvrage
- Projet d'installation de wagons-lits sur les chemins de fer du continent, avec Guy de Berlaymont, Liège, H. Vaillant-Carmanne et Cie, 1870[4].

## Documentaire
- Orient-Express, le voyage d'une légende de Louis-Pascal Couvelaire, Arte France - BBC Studios France - Together Media, 2018

## Notes et références

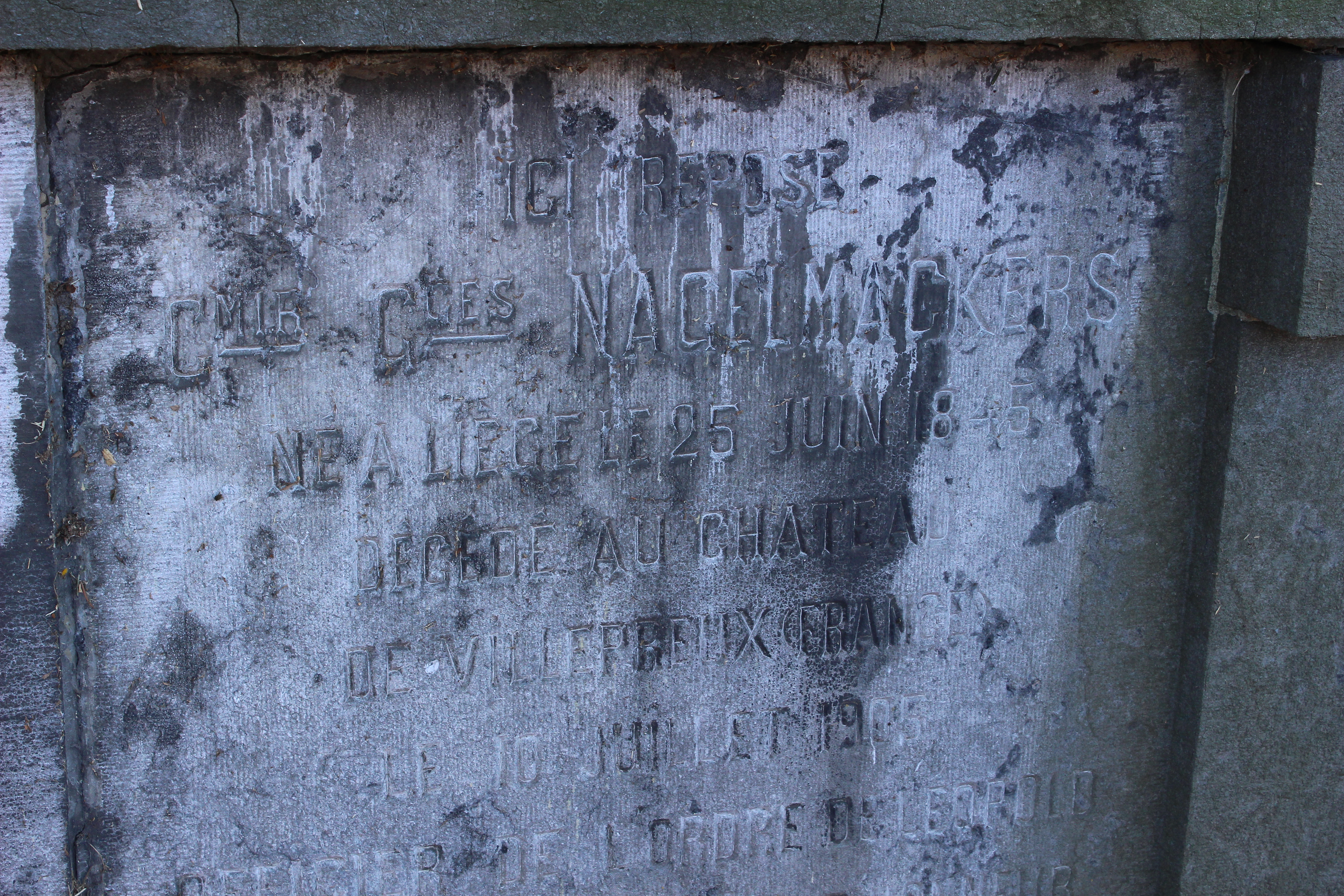
Stèle de Georges Nagelmackers au cimetière de la diguette à Angleur.